# 도사 야마우치씨
도사 야마우치씨(일본어: 土佐山内氏)는 일본의 씨족이다. 본가는 야마우치라 칭하며 각 분가들은 야마노우치로 칭한다. 항렬자는 도요(豊).
본래 도사 야마우치씨는 빈고 야마노우치씨의 서류로서 야마우치라 불렸지만 그 야마우치씨의 분가를 다시 야마노우치라 칭하였다고 한다.
도사 야마우치씨의 유명인물로는 야마우치 가즈토요, 겐쇼인, 야마우치 도요시게 등이 있다.